# Широкопояс Олександр Анатолійович
Олекса́ндр Анато́лійович Широкопояс — підполковник Збройних сил України, вертолітник, льотчик 1-го класу. З 2004 по 2013 рік перебував у складі вертолітного загону Мі-8 під час миротворчої місії в Ліберії.

## Нагороди
8 серпня 2014 року — за особисту мужність і героїзм, виявлені у захисті державного суверенітету та територіальної цілісності України, вірність військовій присязі під час російсько-української війни, відзначений — нагороджений орденом Богдана Хмельницького III ступеня.